# 65537 (tal)
65537 är det naturliga talet som följer 65536 och som följs av 65538.

## Inom matematiken
- 65537 är ett udda tal.
- 65537 är det 4:e Fermattalet, det vill säga ett tal av formen {\displaystyle 2^{2^{n}}+1} där {\displaystyle n=4}.
- 65537 är det största kända Fermattalet som även är ett primtal, det vill säga Fermatprimtal.
- 65537 är ett palindromtal i det binära talsystemet.
- 65537 är ett palindromtal i det kvarternära talsystemet.